# Relazioni bilaterali tra Stati Uniti d'America e Unione europea
Le relazioni bilaterali tra Stati Uniti e Unione europea fanno riferimento ai rapporti tra gli Stati Uniti d'America e l'Unione europea. Le due parti condividono un buon rapporto, che è rafforzato anche dalla NATO, dalla cooperazione sul commercio, e dai valori condivisi.

## Storia
L'origine di tali relazioni risale al 1953, quando i diplomatici statunitensi visitarono la Comunità europea del carbone e dell'acciaio, oltre ai governi nazionali dei suoi sei paesi fondatori (Belgio, Francia, Italia, Lussemburgo, Paesi Bassi e Germania Ovest). Del resto, era stato proprio il segretario di Stato USA George C. Marshall ad incoraggiare la costituzione della CECA, come poi ricordò Helmut Schmidt:
(Helmut Schmidt)

Mappa dei membri della NATO

La maggior parte degli stati europei sono membri dell'Organizzazione del Trattato dell'Atlantico del Nord (NATO), fondata il 4 aprile 1949, e quindi hanno accordi militari con gli Stati Uniti. 
Sebbene gli Stati Uniti siano storicamente sostenitori dell'integrazione europea e abbiano sviluppato rapporti di alleanza e influenza con le istituzioni europee, tali rapporti stanno mutando con l'affermazione dell'UE tra le maggiori potenze mondiali e il suo passaggio da una posizione di partner a quella di concorrente.
Con l'abbandono dell'universalismo economico della seconda presidenza Trump, gli Stati Uniti d'America hanno adombrato malafede nella nascita dell'Unione europea; già al termine del suo primo mandato, tuttavia, Donald Trump aveva dichiarato che l'Unione europea era "un nemico costituito al fine di colpire gli Stati Uniti sul commercio".

## Tabella comparativa
|                        | Unione europea | Stati Uniti d'America                                                                                          |
| ---------------------- | --- | --- |
| Continente             | Europa | America |
| Popolazione            | 446 828 803 | 331 893 745 |
| Superficie             | 4 233 262 km² | 9 826 630 km²                                                                                                  |
| Densità di popolazione | 113/km² | 31/km² |
| Capitale               | Bruxelles (de facto)                                                                                                   | Washington |
| Città più popolata     | Berlino – 3 748 148 ab. (5 959 183 nell'area metropolitana) Parigi – 2 187 526 ab.(12 568 755 nell'area metropolitana) | New York – 8 363 710 ab.(18 897 109 nell'area metropolitana)                                                   |
| Forma di governo       | Unione sovranazionale parlamentare fondata sui trattati dell'Unione europea                                            | Repubblica presidenziale federale fondata sulla costituzione degli Stati Uniti                                 |
| Primo capo             | Walter Hallstein | George Washington                                                                                              |
| Presidenti odierni     | António Costa (Presidente del Consiglio europeo) Ursula von der Leyen (Presidente della Commissione europea)           | Donald Trump (Presidente degli Stati Uniti d'America) J. D. Vance (Vicepresidente degli Stati Uniti d'America) |
| Lingua ufficiale       | 24 lingue | Inglese |
| Religioni              | 64% Cristianesimo, 30% non religiosi, 3% Islam, 0,25% Ebraismo, 0,25% Buddhismo                                        | 75% Cristianesimo, 20% non religiosi, 2% Ebraismo, 1% Buddhismo, 1% Islam                                      |
| Valuta                 | Euro e altre 7 valute                                                                                                  | Dollaro statunitense                                                                                           |
| PIL (nominale)         | 18,750 trilioni $ (pro capite 36 268 $)                                                                                | 20,494 trilioni $ (pro capite 54 597 $)                                                                        |
| Speranza di vita       | Uomini (77,8 anni), Donne (83,3 anni)                                                                                  | Uomini (76,4 anni), Donne (81,2 anni)                                                                          |
| Spese militari         | 255 miliardi $ (1,4% del PIL)                                                                                          | 664 miliardi $ (4,7% del PIL)                                                                                  |

## Relazioni economiche

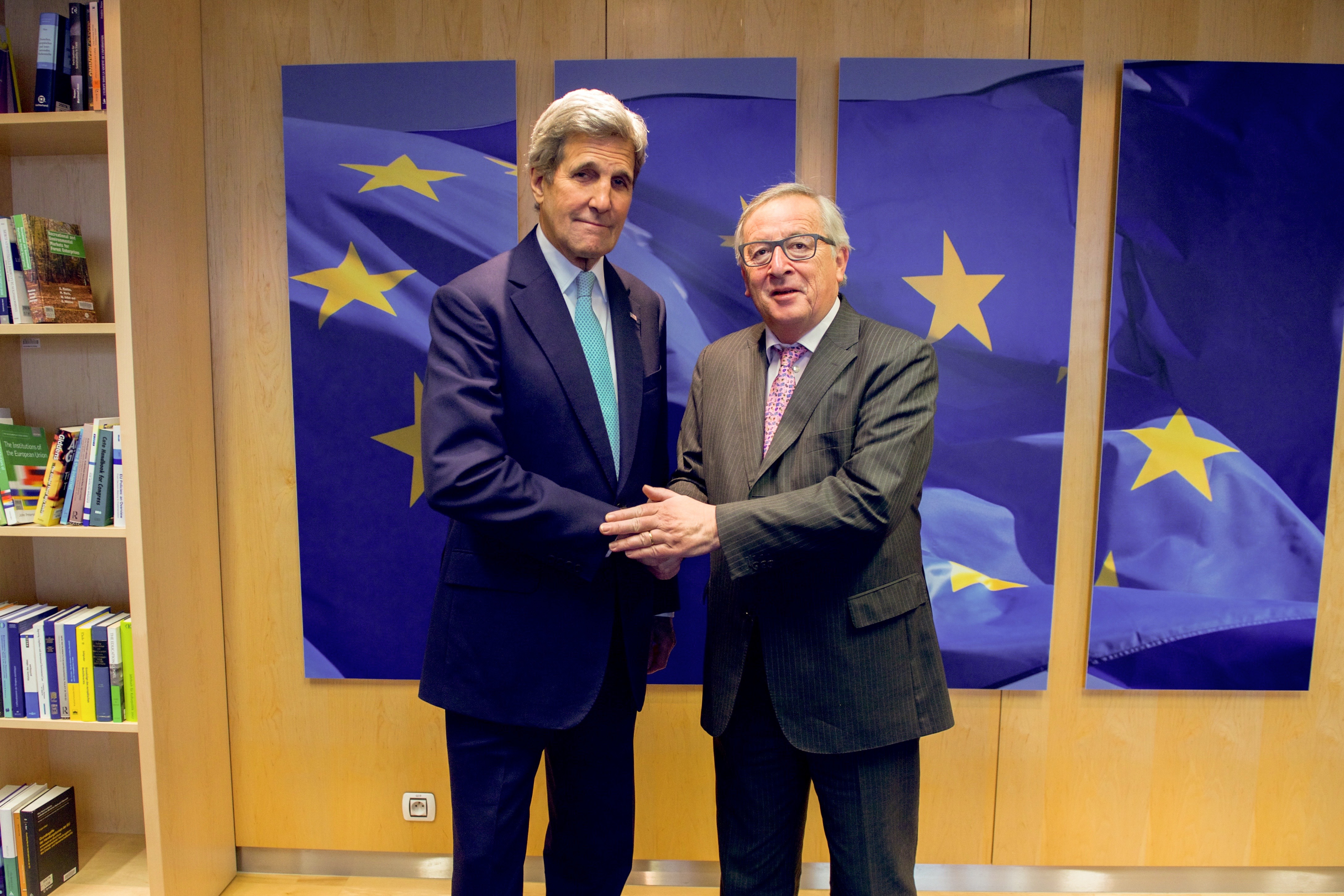
Il segretario di Stato americano John Kerry e il presidente della Commissione europea Jean-Claude Juncker nel 2016.

Le relazioni euro-americane sono incentrate principalmente sulla politica commerciale. Nel 2007 è stato istituito un Consiglio economico transatlantico per guidare la cooperazione economica tra i due. L'Unione europea è un blocco commerciale quasi unificato, e questo, così come la politica di concorrenza, sono argomenti cruciali tra l'UE e gli Stati Uniti. Tuttavia la crescita del potere economico dell'UE ha causato una serie di conflitti commerciali tra le due potenze, anche se sono interdipendenti.
Di seguito i dettagli dei flussi commerciali:
| Flussi commerciali (2011) | Beni                   | Servizi              | Investimenti           | Totale                 |
| ------------------------- | ---------------------- | -------------------- | ---------------------- | ---------------------- |
| Dall'UE agli Stati Uniti  | 260 miliardi di euro   | 139 miliardi di euro | 112,6 miliardi di euro | 511,6 miliardi di euro |
| Dagli Stati Uniti all'UE  | 127,9 miliardi di euro | 180 miliardi di euro | 144,5 miliardi di euro | 452,4 miliardi di euro |

## Cooperazione
Il 22 novembre 1990, la Comunità economica europea e i suoi Stati membri hanno adottato la dichiarazione transatlantica con gli Stati Uniti. Nel dicembre 1995, a Madrid, è stato adottata la Nuova Agenda Transatlantica (NAT), durante un vertice tra Unione e Stati Uniti, composto dal presidente della Commissione europea Jacques Santer, dal primo ministro spagnolo Felipe Gonzalez e dal presidente americano Bill Clinton. Il NAT fornisce un quadro politico in quattro aree principali (promozione della pace, risposta alle sfide globali, espansione del commercio, costruzione di ponti transatlantici) e propone un piano di oltre 150 azioni per il raggiungimento di obiettivi comuni.
Il 18 maggio 1998, al vertice UE-USA di Londra è stato varato il Partenariato economico transatlantico (TEP), una nuova iniziativa nel campo dell'economia, al fine di intensificare la cooperazione bilaterale e multilaterale. Questa cooperazione è finalizzata all'apertura dei mercati e alla rimozione degli ostacoli al commercio e agli investimenti. Il PET è stato poi seguito dalla “Positive Economic Agenda 2002”.
Nel febbraio 2005, è avvenuta la prima visita di un presidente americano alle istituzioni europee, con l'arrivo del presidente George W. Bush a Bruxelles. Nello stesso anno, le due parti hanno lanciato un'iniziativa per proseguire l'integrazione economica transatlantica e i loro interessi nella lotta alla contraffazione e nella fornitura di energia sicura ed efficiente.
Il 30 aprile 2007, il vertice UE di Washington ha adottato un "Accordo quadro per la promozione dell'integrazione economica transatlantica tra gli Stati Uniti e l'Unione europea". In seguito, è stato istituito il Consiglio economico transatlantico, per coordinare l'armonizzazione delle normative e degli standard e consentire l'integrazione economica.
Il 9 marzo 2009, a seguito del voto di una risoluzione da parte del Parlamento europeo, è stato attuato un processo in più fasi per portare dal 2015 al mercato transatlantico, vale a dire a una grande area di libero scambio economica unificata tra i due continenti.
Gli Stati Uniti e l'UE cooperano ufficialmente in materia di energia e sostenibilità dal 2009, quando è stato fondato il Consiglio UE-USA per l'energia. Questa istituzione si riunisce periodicamente e affronta temi quali: sfide in materia di sicurezza energetica, cambiamenti climatici, energie rinnovabili, sicurezza nucleare e ricerca.
Nel febbraio 2021, la presidente della Commissione europea Ursula von der Leyen ha dichiarato che l'Unione europea e gli Stati Uniti dovrebbero unire le forze per combattere il cambiamento climatico e concordare un nuovo quadro per il mercato digitale per limitare il potere delle grandi imprese tecnologiche. Sia l'UE che gli Stati Uniti hanno fissato degli obiettivi per il 2050 con lo scopo di ridurre le loro emissioni nette di gas serra.

## Controversie

### Sovvenzioni a Boeing e Airbus
Le due principali compagnie produttrici di aeronautici, l'americana Boeing e l'europea Airbus, sono state accusate di ricevere sovvenzioni.

### Difesa
Poiché solo alcuni paesi europei hanno raggiunto il budget militare minimo fissato dalla NATO (ovvero 2% del PIL), gli Stati Uniti hanno criticato i loro alleati europei per non essersi assunti la loro parte degli sforzi militari in Afghanistan. La cooperazione militare in Europa è stata a lungo contrastata dal Regno Unito, che afferma di non voler indebolire la NATO o il ruolo militare degli Stati Uniti in Europa, nonostante il sostegno pubblico degli Stati Uniti verso lo sviluppo delle capacità militari europee.
Gli Stati Uniti hanno generalmente sostenuto le iniziative europee volte a migliorare la propria cooperazione in materia di difesa. Tuttavia, hanno spesso espresso timori circa i rischi di duplicazione delle attività con la NATO. Dopo che Donald Trump è salito al potere, la posizione dell'amministrazione statunitense è leggermente cambiata. Sostenendo un aumento della spesa militare da parte degli Stati membri dell'UE (senza però accettare di tenere conto della loro spesa in un contesto europeo), il presidente americano si oppone alla strutturazione di un esercito europeo. Infatti, Trump ha argomentato che l'UE volesse creare il proprio esercito per proteggersi dalla Russia, dalla Cina e forse dagli Stati Uniti in un contesto geostrategico in mutamento.

### Organismi geneticamente modificati
Anche il commercio di organismi geneticamente modificati è un'area di controversia tra l'Unione europea e gli Stati Uniti. L'Unione europea è stata spinta da parte del Parlamento europeo e della sua opinione pubblica a ridurre la produzione e le importazioni di alimenti geneticamente modificati, fino a quando la loro sicurezza non sarà dimostrata. Gli Stati Uniti, d'altra parte, hanno subito pressioni dalle loro lobby agricole per costringere l'Unione europea a revocare le restrizioni, che considerano allarmistiche e protezionistiche.

### Tortura
Il 2 novembre 2005, il Washington Post ha affermato che la CIA possedesse diverse prigioni segrete nell'Europa orientale. Polonia e Romania hanno negato tali accuse. Secondo quanto riferito, dal 2001 la CIA ha anche trasportato sospetti terroristi attraverso diversi stati membri dell'Europa occidentale; Belgio, Islanda, Spagna e Svezia hanno avviato indagini. Il 30 novembre 2005, il Guardian ha riportato che gli aerei della CIA erano atterrati oltre 300 volte in diversi aeroporti europei, principalmente in Germania e nel Regno Unito. La Commissione europea, a nome dell'Unione europea, ha chiesto spiegazioni agli Stati Uniti, i quali si sono rifiutati di confermare o smentire i rapporti sulle attività della CIA.
Il Parlamento europeo ha istituito una commissione temporanea per occuparsi della questione. L'Unione europea si è opposta all'esistenza della prigione di Guantánamo e si è offerta di ospitare alcuni dei detenuti dopo che l'amministrazione Obama ha annunciato la chiusura della prigione.

### Pena di morte
Negli Stati Uniti la pena di morte è ancora praticata, mentre è stata abolita in tutta l'Unione europea (eccetto in Lituania per i crimini di guerra). Le relazioni transatlantiche potrebbero risentirne in quanto potrebbe essere illegale per uno Stato membro estradare negli Stati Uniti un sospettato che rischia la pena di morte.

### Corte Penale Internazionale
Gli Stati Uniti sono fortemente contrari alla Corte penale internazionale e non hanno aderito alla sua creazione, a differenza della maggior parte degli Stati membri. Gli Stati Uniti affermano di temere che i loro soldati possano essere oggetto di azioni legali politicamente motivate e hanno firmato numerosi accordi bilaterali con altri paesi per evitarlo.

### Conflitto israelo-palestinese
Nel conflitto israelo-palestinese, le due sponde dell'Atlantico generalmente agiscono più o meno in partenariato, sia nei confronti dell'Autorità Palestinese che del Libano. Tuttavia, l'Unione europea è generalmente più critica verso Israele, in particolare riguardo alla barriera di separazione.

### Guerra in Iraq
Nonostante un'opinione europea quasi unanime nella sua opposizione alla guerra in Iraq, i governi degli Stati membri erano divisi.